# Saint-Germain-du-Puy
Saint-Germain-du-Puy är en kommun i departementet Cher i regionen Centre-Val de Loire i de centrala delarna av Frankrike. Kommunen ligger  i kantonen Les Aix-d'Angillon som tillhör arrondissementet Bourges. År 2022 hade Saint-Germain-du-Puy 4 852 invånare.

## Befolkningsutveckling
Antalet invånare i kommunen Saint-Germain-du-Puy
Referens:INSEE